# Fabrica de Hârtie din Prundu Bârgăului

## Istoric
În anul 1768 a fost înființată la Prundul Bârgăului o moară de hârtie, prima din Transilvania. Aflată la început în mâinile unor proprietari privați, din anul 1783 ea trece în proprietatea Regimentului al II-lea de graniță năsăudean. Între anii 1793 și 1818, a fost pusă în vânzare. În oferta de vânzare, 15 iunie 1798 apărută la Sibiu din porunca Comandamentului cezaro-crăiesc, aflăm următoarele : clădirea morii era compusă dintr-un antreu, o cameră de pregătire, o cameră de locuit pentru maistru, un atelier, o cameră pentru moară, o cameră pentru ulei, o cameră pentru roată, trei poduri supraetajate pentru agățarea și uscarea hârtiei, o pivniță zidită și boltită, o locuință aparte formată din două camere pentru calfele însurate. Ca anexă mai există o clădire cu cinci încăperi : un grajd, un depozit de hârtie, un laborator și două încăperi boltite pentru lemn. Deoarece prețul de strigare a ajuns la 6500 florini, nu s-au găsit cumpărători, a fost dată în arendă la 29 ianuarie 1800 lui Henrich Patzel, maistru. 
Hârtia produsă la Prund era de calitate destul de bună și în cantitate suficientă pentru acele vremuri. Materia primă folosită la producerea hârtiei o constituia cârpele sortate și măcinate până formau o pastă. La sfârșitul secolului al XVII-lea și începutul secolului al XIX-lea avea uneori ca filigran stema cu două capete de vultur și antetul Borgo, alteori Borgo Prund F.III/Zwinfr. La jumătatea sec. al XIX-lea întâlnim ca filigran cuvântul Borgo, anul și numărul lotului de fabricație. În anul 1860, prin montarea primei mașini cu sită rotundă, moara se transformă în fabrică și se trece de la producția manufacturieră la cea industrială. 
La sfârșitul secolului al XIX-lea se introduce o sită plată acționată cu aburi. Materia primă folosită va fi tot cârpele de cânepă colectate din Valea Bârgăului. În toamna anului 1918 fabrica de hârtie a fost incendiată de trupele austo-ungare în retragere. În anul 1921 Banca Comercială din Cluj preia fabrica și face o serie de investiții. Acum se produceau doar hârtii groase de calitate superioară. În anul 1925, un anume Altman din Viena a adus din Austria părți de mașini pe care le-a adăugat mecanismului existent sporind randamentul mașinii. Fabrica a lucrat cu acestă instalație până în 1928 când a fost oprită din cauza nerentabilității. 
În anul 1933 a fost preluată de o nouă societate pe acțiuni „Prima fabrică de hârtie din Ardeal” ai căror principali acționari erau Freier Iosif și Mendel Schneider care conduceau și treburile fabricii. Din anul 1937 fabrica a început să producă hârtie din pastă de lemn. În perioada (1940-1944) fabrica a fost patronată de comitele suprem al județului, acționarii principali fiind evrei care însă au fost deportați în lagăre de exterminare de unde nu s-au mai întors. La 10 octombrie 1944 armata germană a incendiat fabrica. 
În anul 1948, în urma legii de naționalizare, prin adresa nr. 11942 din 19 iunie 1948 a Ministerului Industriei - Direcția hârtie, fabrica de hârtie este trecută în proprietatea statului. În anul 1948 începe reconstrucția instalațiilor fabricii distruse de război. Din 1950, fabrica va începe să producă dinnou sub numele Fabrica de Hârtie „Bernarth Andrei", iar din 1968 își schimbă numele în Fabrica de hârtie „Bistrița”. În anul 1991 a fost privatizată și a funcționat sub denumirea S.C. HICART S.A. până în 2000, când a intrat în faliment, apoi în lichidare, în anul 2004.
În 2007, pe amplasamentul fostei fabrici de hârtie a fost construită o fabrică pentru sisteme de răcire a companiei bistrițene RAAL SA.